# Grabówka (osada leśna w powiecie zambrowskim)
Grabówka – osada leśna w Polsce położona w województwie podlaskim, w powiecie zambrowskim, w gminie Zambrów.
W latach 1975–1998 miejscowość należała administracyjnie do województwa łomżyńskiego.